# Duenweg, Missouri
Duenweg, Missouri (енгл. Duenweg) град је у америчкој савезној држави Мисури.

## Демографија
По попису из 2010. године број становника је 1.121, што је 87 (8,4%) становника више него 2000. године.
| Група             | 2000.       | 2010.       |
| Белци             | 967 (93,5%) | 996 (88,8%) |
| Афроамериканци    | 9 (0,9%)    | 9 (0,8%)    |
| Азијати           | 3 (0,3%)    | 1 (0,1%)    |
| Хиспаноамериканци | 13 (1,3%)   | 36 (3,2%)   |
| Укупно            | 1.034       | 1.121       |